# Dora Stock

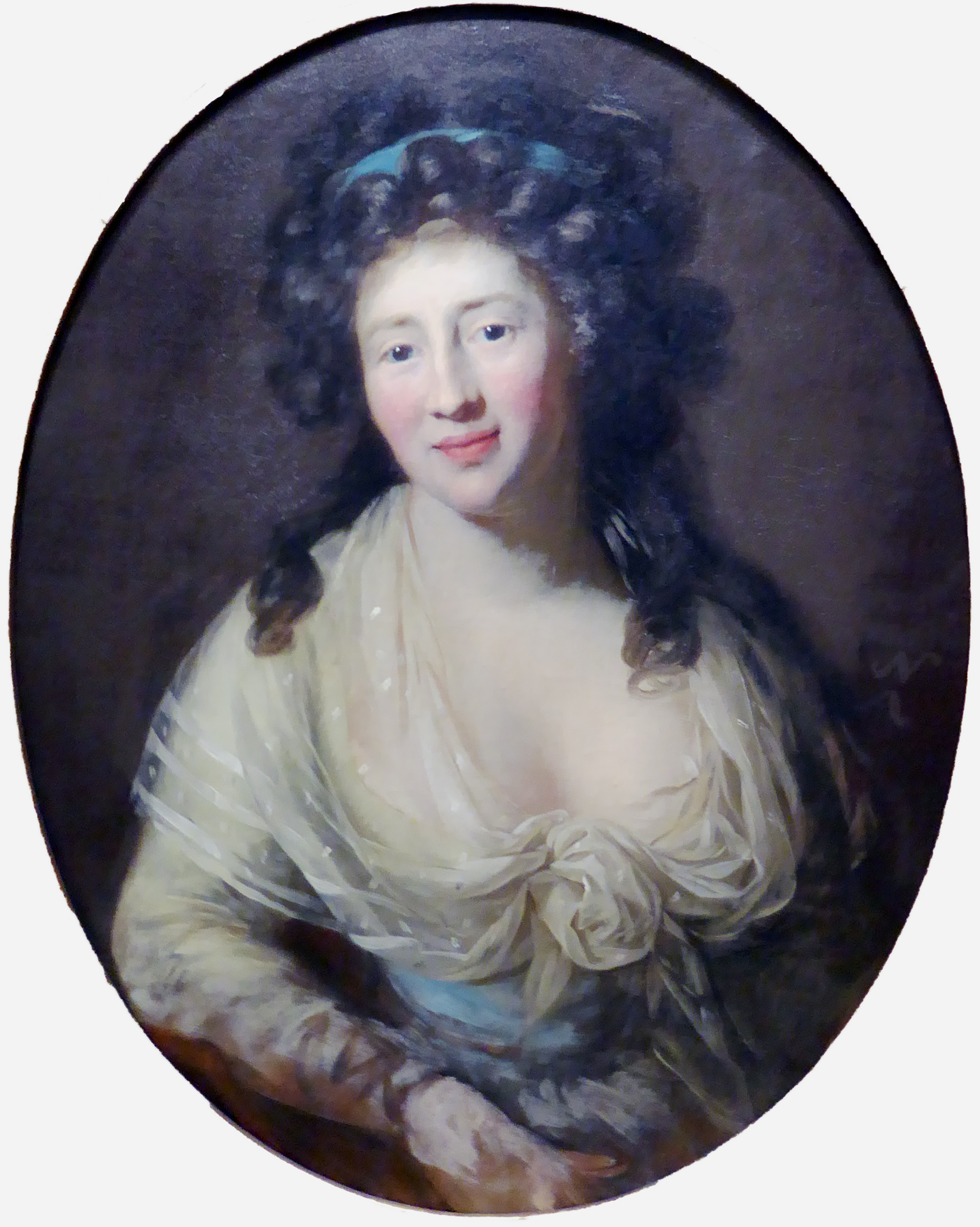
Dorothea Stock. Ölgemälde von Anton Graff (ca. 1785)

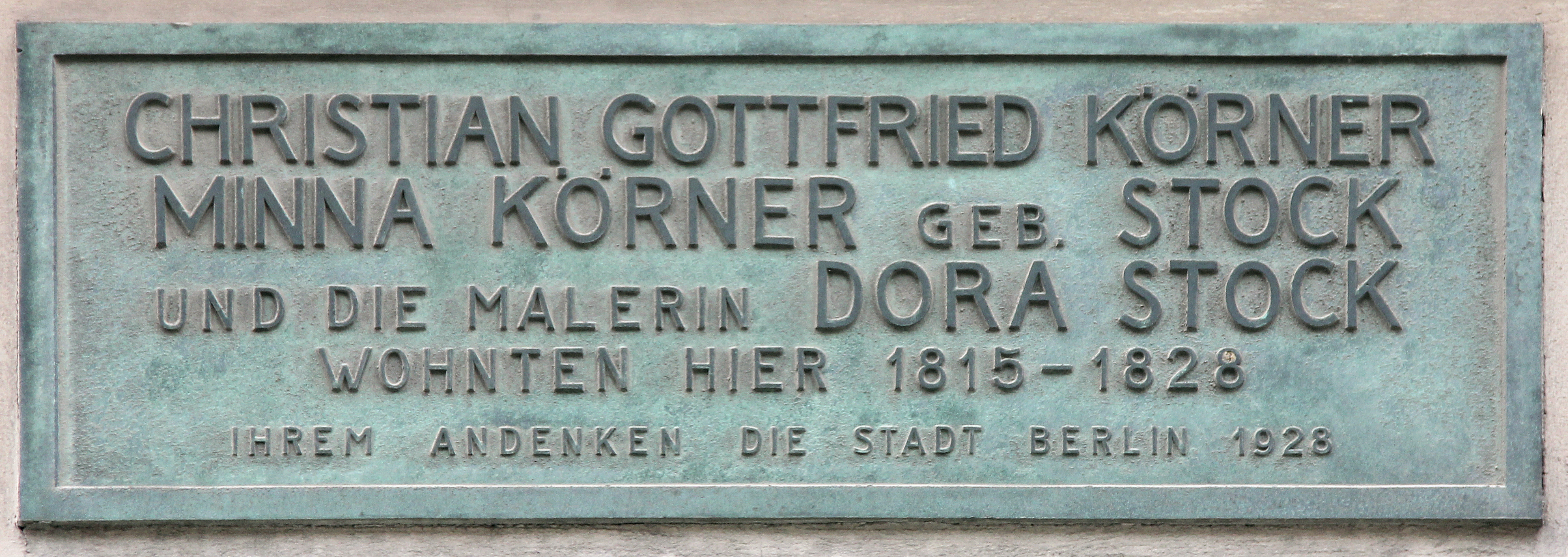
Gedenktafel am Haus Brüderstraße 13 in Berlin-Mitte

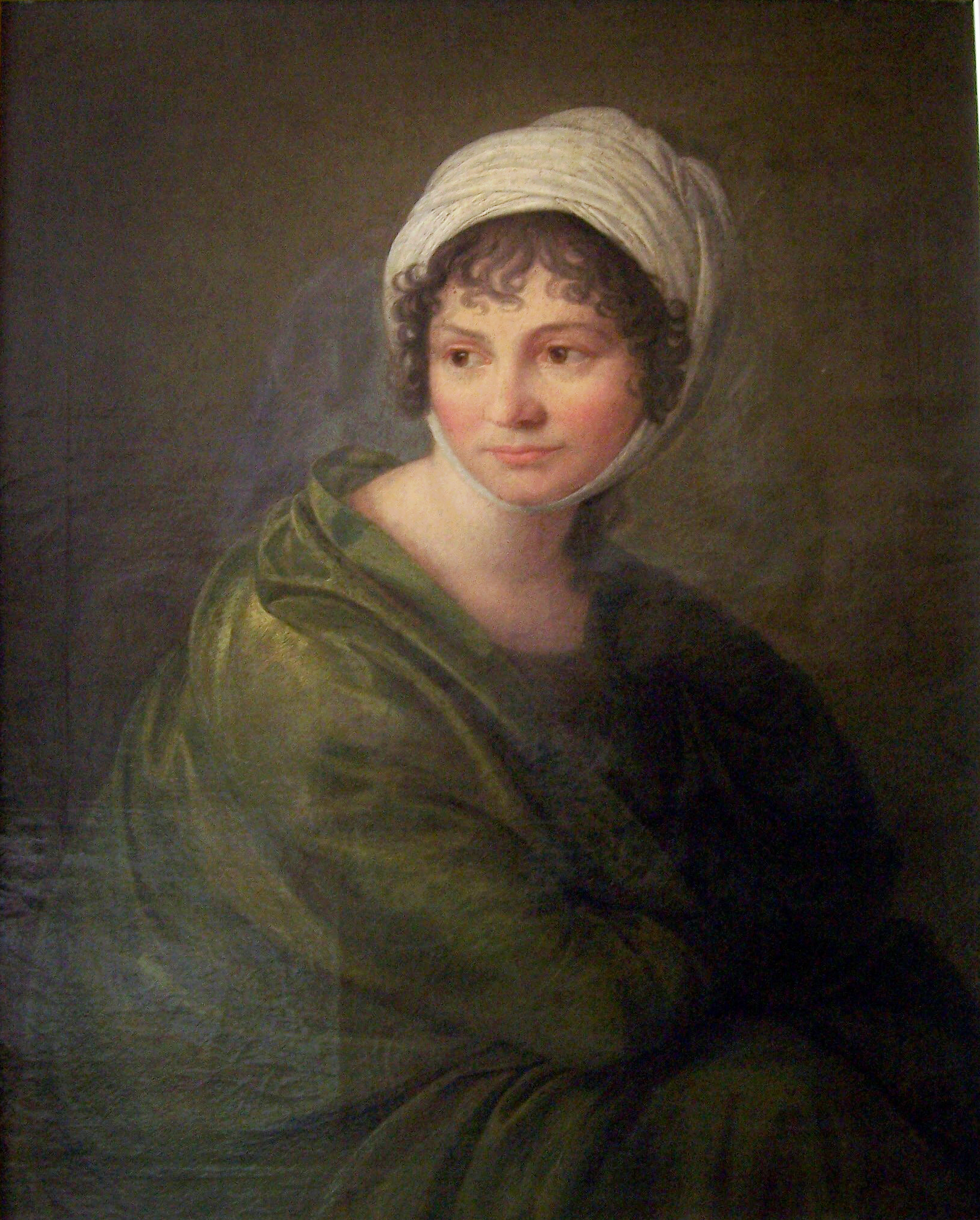
Dora Stock – Selbstbildnis, um 1795

Johanna Dorothea Stock (* 6. März 1759 in Nürnberg; † 30. Mai 1832 in Berlin) war eine deutsche Malerin, Zeichnerin und Kopistin.

## Leben
Seit 1764 lebte sie mit ihrer Familie in Leipzig, wo der Vater, der Kupferstecher Johann Michael Stock (1737–1773), für den Verlag Breitkopf arbeitete, sich aber auch der Lehrtätigkeit widmete. Zum Beispiel unterrichtete er Johann Wolfgang von Goethe während dessen Studienaufenthaltes in Leipzig im Kupferstich und Holzschnitt. Goethe hat diese Episode seines Lebens in „Dichtung und Wahrheit“ festgehalten.
Ihre erste Ausbildung erhielt Dora, wie sie von Angehörigen und Freunden genannt wurde, vermutlich von ihrem Vater, als weitere Lehrer werden Adam Friedrich Oeser und Anton Graff genannt. Sie widmete sich fast ausschließlich der Porträtmalerei und arbeitete hauptsächlich mit Pastell- und Ölfarben. Um 1810 galt sie als beste Pastellmalerin Dresdens:

„Höchst willkommne, langersehnte Erscheinungen waren sechs Gemählde in Pastell-Farben von Dlle. Dorothea Stock. Wer Zartheit und Kraft bewundern will, wer wol das Höchste, was der Pastell-Mahler mit seinen trocknen Stiften erreichen kann, zu schauen wünscht, der trete vor die Kunstwerke dieser Bildnerinn. Sie gab eine heilige Cäcilie nach Carlo Dolce; Madonna mit dem Christuskinde nach Raphael; Christus nach Annibale Caracci; Madonna nach Garofalo; Madonna della Sedia nach Raphael, und Amor nach Mengs.“

Nach der gescheiterten Verlobung mit dem Schriftsteller Ludwig Ferdinand Huber (1764–1804) verzichtete Dora Stock auf die Ehe und einen eigenen Hausstand und schloss sich der Familie ihrer Schwester Anna Maria Wilhelmine Jacobine, genannt Minna, an, die seit 1785 mit dem philosophisch gebildeten Juristen Christian Gottfried Körner (1756–1831) verheiratet war. Seit August 1785 wohnte sie zusammen mit dem Ehepaar in Dresden. Sie förderte die erste künstlerische Entwicklung ihrer Nichte Emma Körner (1788–1815) sowie ihres Neffen Theodor Körner (1791–1813), der im Lützowschen Freikorps gegen die napoleonische Fremdherrschaft leidenschaftlich kämpfte, dichtete und am 26. August 1813 bei Gadebusch im Kampfe gegen die Franzosen fiel. Aus diesem Grunde wurden Dora Stock und die Körners gesellschaftlich und politisch geschnitten. Ihre Nichte starb 1815 aus Gram über den Tod ihres Bruders. Die Körners waren somit kinderlos geworden. 
1815 zog Dora Stock mit Christian Gottfried Körner, der aus politischen Gründen das geteilte Sachsen verließ, und ihrer Schwester Minna nach Berlin. Sie hinterließ dem preußischen König Friedrich Wilhelm III. testamentarisch dreizehn wertvolle Kopien nach Meisterwerken der Dresdner Galerie, deren Erlös dem Freitisch für einen unbemittelten Studenten zugutekam.
Zusammen mit Minna, Christian Gottfried Körner und Ludwig Ferdinand Huber sandte sie Ende Mai 1784 eine Freundschaftssendung an den in Mannheim unter äußerst unbefriedigenden Verhältnissen leidenden von ihnen hochverehrten Friedrich Schiller. Neben einem Brief hatte sie die vier Porträtzeichnungen der Absender beigesteuert. Der Kontaktaufnahme mit dem Dichter folgte die Einladung nach Leipzig. Am 17. April 1785 traf Friedrich Schiller in Leipzig ein. Er verlebte anfangs in Leipzig, von Anfang Mai an in Gohlis und seit dem 11. September in Dresden und im Schillerhäuschen in Loschwitz dank Körners Unterstützung eine von finanziellen Sorgen relativ unbelastete Zeit. Dem Freundschaftsbund mit den zwei Paaren widmete er sein Gedicht An die Freude. Er hatte das Theaterstück Don Karlos vollendet, als er am 20. Juli 1787 nach Weimar ging. Die Berühmtheit des Dresdner literarischen Salons der Körners ist auch den künstlerischen, geistigen und geselligen Fähigkeiten der Dora Stock zu verdanken.
Von ihren Zeitgenossen werden neben ihren Fähigkeiten auf dem Gebiet der bildenden Kunst auch ihr Talent für die Musik und vor allem für die Schauspielerei gerühmt. Dora Stock führte einen regen, zu einem großen Teil erhaltenen Briefwechsel mit vielen Adressaten, darunter auch Charlotte Schiller, in dem sie interessante Details über ihre Arbeit in der Dresdner Gemäldegalerie beschreibt. Ihre Ausführungen über das Romantikertreffen von 1798 in der Dresdner Galerie, das sie als Augenzeugin erlebte, werden als literaturhistorisch wichtiges Schreiben häufig zitiert. Das Gleiche gilt für ihre Anmerkungen zu den Werken des jungen Heinrich von Kleist, der um 1808 im Körnerschen Salon verkehrte.
Stock starb 1832 in Berlin. Sie wurde unter der Körner-Eiche in Wöbbelin beigesetzt. In Dresden erinnert die Dora-Stock-Straße an sie.

„Am 30. v. M. starb in Berlin die Tante Theodor Körners, die Schwägerinn des im vorigen Jahre verstorbenen geheimen Ober-Regierungsrathes Körner, Dorothea Stock, an Altersschwäche, im begonnenen vier und siebenzigsten Jahre. Sie zeichnete sich in ihren frühern Jahren als eine geistreiche Pastellmahlerinn aus, von welcher nicht nur viele sehr gelungene Porträts, sondern auch meisterhafte Kopien mehrerer der wichtigsten Gemählde der Dresdner Gallerie vorhanden sind. Man findet darin eine Kraft der Darstellung, wie sie wohl selten ein Pastellmahler erreicht hat, und eine Schönheit und Dauerhaftigkeit der Farbe, durch welche diese Bilder seit dreyßig und vierzig Jahren ohne alle Verminderung ihrer Frische sich erhalten haben. Dieß ausgezeichnete Kunsttalent sowohl, als die Vorzüge ihres Geistes und Gemüths haben ihr einen weiten Kreis inniger Freunde verschafft, deren Viele in der Ferne die Nachricht von ihrem Tode nicht ohne tiefe Betrübniß vernehmen werden.“

## Werke
Am bekanntesten sind ihre Silberstiftprofilporträts Friedrich Schillers von 1787 sowie Wolfgang Amadeus Mozarts von 1789. Die Modelle der weitaus meisten Porträts sind ihre Familienangehörigen und Freunde, darunter das von Dorothea Birons, der Herzogin von Kurland, deren langjährige Freundin und geschätzte Reisebegleiterin sie war. Charlotte von Stein, eine Freundin Goethes wurde ebenfalls porträtiert.
Für ein Silberstiftporträt der Julie von Charpentier, der Braut Friedrich von Hardenbergs (Novalis) wurde sie von dem Dichter mit seinem Gedicht An Dora geehrt, das im ersten Heft der von Heinrich von Kleist und Adam Heinrich Müller herausgegebenen Zeitschrift Phöbus veröffentlicht wurde. Von ihren Kopien nach Werken fremder Meister sind die Pastellporträts Friedrich Schillers sowie Christian Gottfried Körners, deren Originale Anton Graff schuf, am bekanntesten.

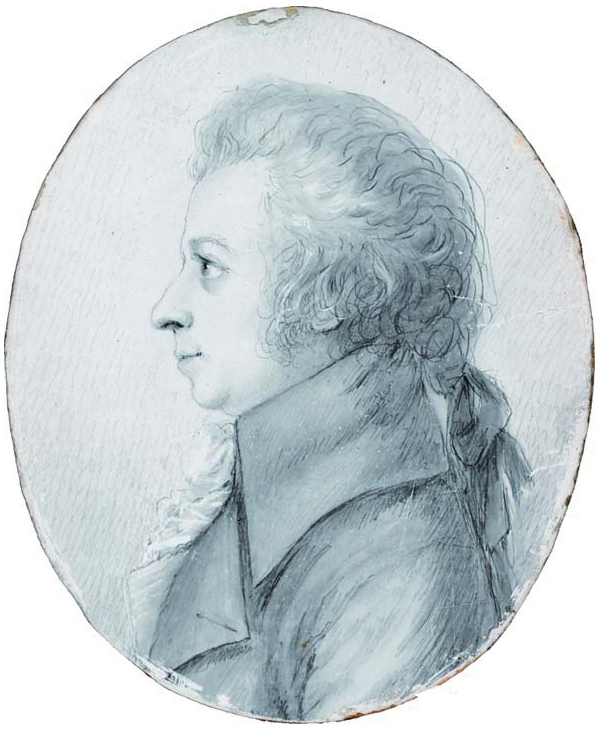
Wolfgang Amadeus Mozart
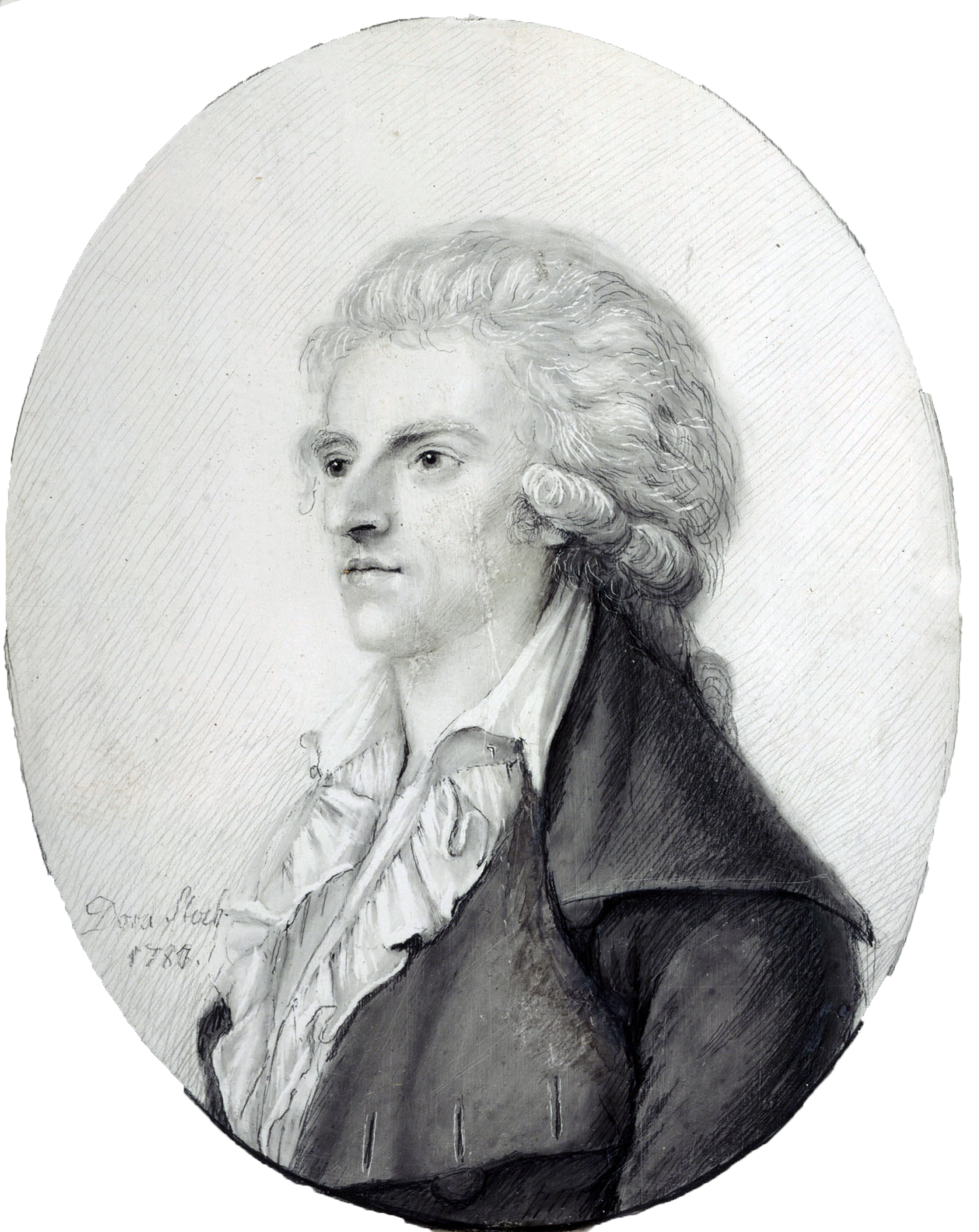
Friedrich Schiller 1787
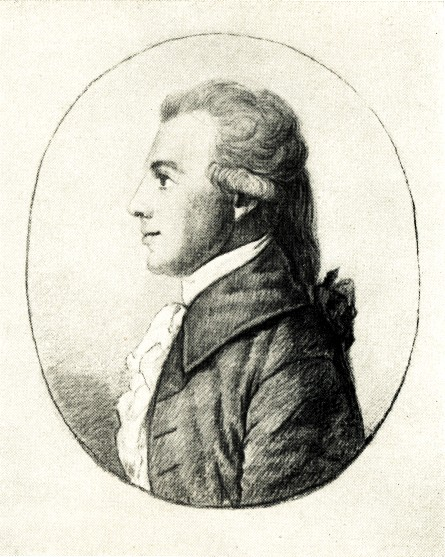
Christian Gottfried Körner

## Standorte ihrer Werke
Ein Teil der Gemälde, Kopien, Zeichnungen sowie der schriftlichen Hinterlassenschaft ist – in allerdings unbekannter Menge – dem Zweiten Weltkrieg zum Opfer gefallen, in dessen Verlauf auch das Körner-Museum der Städtischen Sammlungen Dresden zerstört wurde. Die künstlerischen sowie schriftlichen Hinterlassenschaften Dora Stocks, die den Krieg überlebt haben, blieben Dresden erhalten und befinden sich heutzutage im Kügelgenhaus – Museum der Dresdner Romantik bzw. im Stadtarchiv.
Weitere Gemälde und Zeichnungen, deren Zuschreibung allerdings nicht immer gesichert ist und die sich teils in ständigen Ausstellungen, teils im Depot befinden, sind im Besitz der folgenden Einrichtungen:
- Institutionen der Klassik Stiftung Weimar, darunter die ständige Ausstellung im Goethe-Nationalmuseum
- Schiller-Nationalmuseum in Marbach am Neckar
- Stadtgeschichtliches Museum Leipzig
- Kupferstichkabinett Dresden
- Goethe-Museum in Düsseldorf
- Graphische Sammlung des Berlin Museum
- Schloss Frohburg
- Schloss Oberwiederstedt
- Mozarteum in Salzburg

Und natürlich befindet sich ein Teil der Porträts auch in Privatbesitz.